# Мегалодон
Мегалодо́н (лат. Otodus megalodon или Carcharocles megalodon ← греч. μέγας «большой» + ὀδούς «зуб») — вид вымерших акул из семейства Otodontidae. Существовал в миоцене и плиоцене, хотя есть некоторые спорные данные о более древних и о более новых находках.
Споры о систематическом положении мегалодона продолжаются уже около сотни лет. Согласно популярной в прошлом точке зрения, он входит в один род с современной белой акулой — Carcharodon из семейства Lamnidae. В таком случае его научным названием будет Carcharodon megalodon. Однако большинство современных исследователей относят мегалодона к роду Otodus, либо выделяют в род Carcharocles. Оба этих рода входят в семейство Otodontidae. Таким образом, правильным научным названием мегалодона будет Otodus megalodon или Carcharocles megalodon. Также стоит принять во внимание тот факт, что родовое название Megalodon обозначает совершенно другие, не связанные с акулами таксоны (например, синонимизированный с Lesina род кузнечиков, двустворчатые моллюски Megalodon и тому подобные). Ранее часто предполагалось, что мегалодон и внешне, и поведением был похож на современную белую акулу, но есть основания считать, что в силу накладываемых большим размером ограничений и уникальной экологической ниши, он сильно отличался поведением от любых современных акул. В настоящее время считается, что внешне мегалодон был похож не на большую белую акулу, а скорее на увеличенную во много раз песчаную акулу.
Мегалодон был одной из самых больших рыб всех времён. О его размерах судить трудно, но исследование ископаемых останков, представленных большим количеством зубов и окаменелых позвонков, показывает, что эта акула имела гигантские размеры, достигая по разным оценкам максимальной длины до 15 метров и имея максимальный вес от 30−35 до, возможно, 47 тонн. Таким образом, мегалодон входил в ряд самых крупных водных хищников за всю историю нашей планеты.
Ископаемые остатки говорят о том, что мегалодон был распространён очень широко и был весьма многочислен. Вероятно, это был сверххищник, находящийся на вершине пищевой цепочки, по крайней мере до появления организованных зубатых китов вроде косаток. Следы от зубов мегалодонов на костных ископаемых остатках морских животных указывают, что они питались мелкими китообразными, сиренами, ластоногими и большими рыбами, поедая их в живом или мёртвом виде. Сила укуса наиболее крупных мегалодонов, вероятно, достигала 10,8 тонны и позволяла с лёгкостью вскрыть грудную клетку небольшого кита.

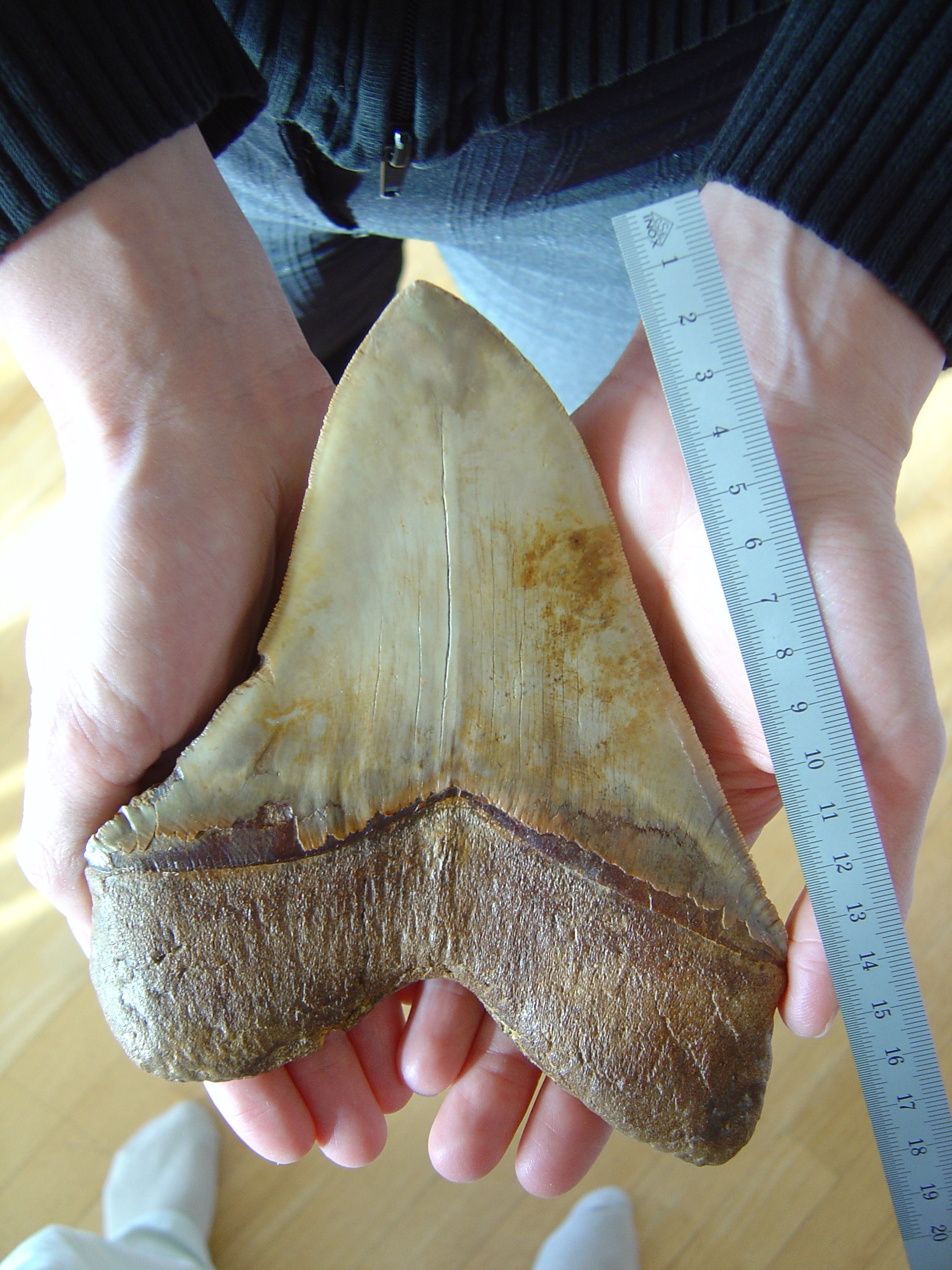
Зуб мегалодона со дна океана

## Открытие

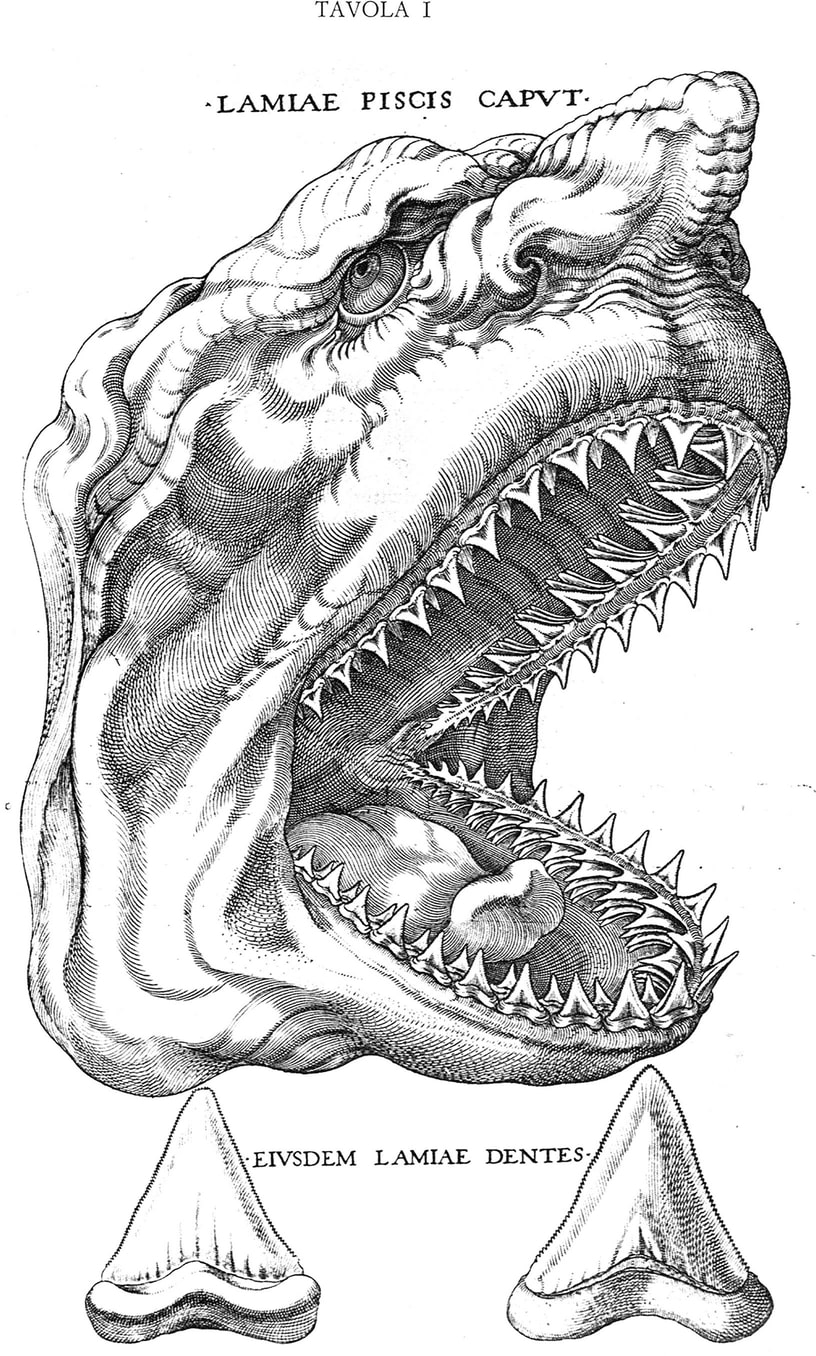
Голова мегалодона (рисунок Нильса Стенсена)

### Глоссопетры
В работах, относящихся к эпохе Возрождения, упоминаются случаи находок больших треугольных зубов в скальных образованиях. Сначала эти зубы считали окаменевшими языками драконов или змей и называли «глоссопетры» (с греч. «каменные языки»). Правильное объяснение предложил в 1667 году датский естествоиспытатель Нильс Стенсен: он узнал в них зубы древних акул. Получило известность сделанное им изображение головы акулы, вооружённой такими зубами. Среди зубов, изображения которых он опубликовал, есть и зубы мегалодона.

### Систематика
Первое научное наименование Carcharodon megalodon было присвоено этой акуле в 1835 году швейцарским естествоиспытателем Жаном Луи Агассисом в работе Recherches sur les poissons fossiles («Исследование ископаемых рыб», 1833—1843). Ввиду морфологической схожести зубов мегалодона с зубами белой акулы Агассис отнёс мегалодона к тому же роду Carcharodon. В 1960 году бельгийский исследователь Эдгар Казье, который считал, что эти акулы далеки друг от друга, выделил мегалодона и близкие виды в род Procarcharodon. В 1964 году советский учёный Л. С. Гликман, согласившись с тем, что мегалодон не имеет близкого родства с белой акулой, отнёс его и близкий вид, ныне известный как Otodus/Carcharocles chubutensis, к новому роду Megaselachus, а близкие виды, имевшие на зубах боковые зубчики, включил в род Otodus. В 1987 г. французский ихтиолог Анри Каппетта обратил внимание, что Procarcharodon — это младший синоним описанного ещё в 1923 году рода Carcharocles, и отнёс мегалодона и ряд близких видов (с зазубренной кромкой зуба, но независимо от наличия боковых зубчиков) к Carcharocles. Этот вариант (Carcharocles megalodon) получил наибольшее распространение; некоторой популярностью пользуется и вариант Гликмана (Megaselachus megalodon). В 2012 году Каппетта предложил новую классификацию: он отнёс мегалодона со всеми близкими видами к роду Otodus, в котором выделил 3 подрода: Otodus, Carcharocles и Megaselachus; таким образом, вид получил название Otodus megalodon. В эволюции акул этого рода шло постепенное увеличение и расширение зубов, зазубривание режущего края, а позже — потеря пары боковых зубчиков. Главное отличие систем Гликмана (1964), Каппетты (1987) и Каппетты (2012) в том, где в этом плавном эволюционном переходе проводятся условные границы между родами; но согласно всем этим системам, мегалодон относится к семейству Otodontidae.
Старая версия о близком родстве мегалодона и белой акулы не имеет сторонников среди учёных. Однако, те, кто придерживается этой версии, называют его Carcharodon megalodon и, соответственно, относят к семейству Lamnidae.

## Ископаемые остатки
Скелет мегалодона, как и других акул, состоял из хрящей, а не из костей. Поэтому любые его ископаемые остатки, кроме зубов, довольно редки. Иногда находят позвонки (они, в отличие от остальных скелетных элементов, были хорошо минерализованы при жизни акулы).

### Ископаемые зубы

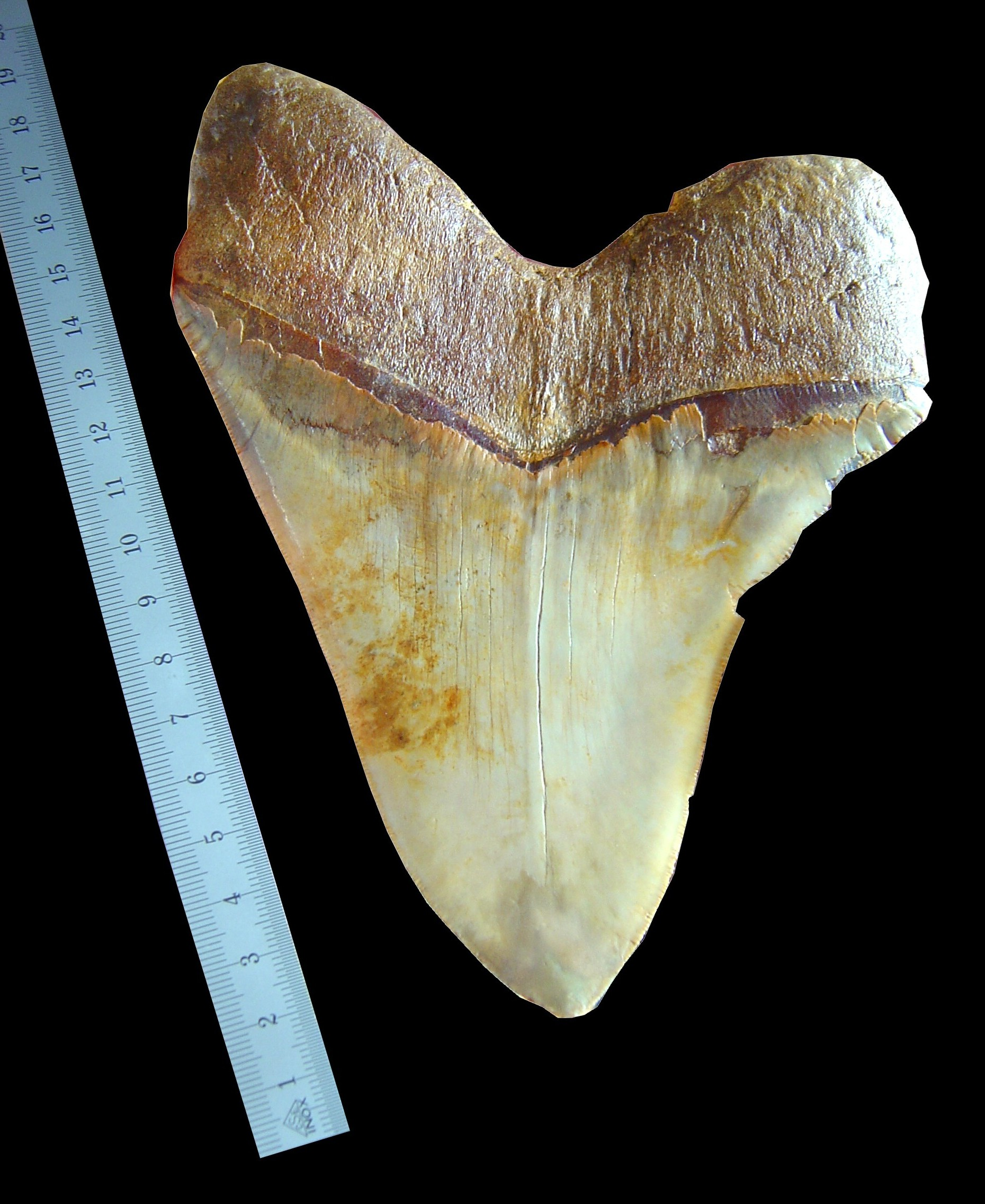
Зуб мегалодона с наклонной высотой (диагональной длиной) более 18 сантиметров

Самыми часто встречающимися фоссилиями мегалодона являются его зубы. Из современных акул самые похожие зубы имеет белая акула, но зубы мегалодона намного больше (до 2—3 раз), массивнее, прочнее и более равномерно зазубрены. Наклонная высота (диагональная длина) зубов мегалодона может достигать 18—19 см; это самые большие из известных акульих зубов за всю историю Земли.
Мегалодон отличается от близких видов, в частности, отсутствием на зубах взрослых особей пары боковых зубчиков. В ходе эволюции зубчики исчезали постепенно, дольше всего сохраняясь у молодых акул и на зубах по краям рта. В позднем олигоцене отсутствие зубчиков у взрослых особей было исключением, а в миоцене стало нормой. Молодые мегалодоны при этом сохраняли зубчики, но к раннему плиоцену потеряли их.

### Ископаемые позвонки
Есть несколько находок частично сохранившихся позвоночных столбов мегалодона. Самый известный из них был обнаружен в Бельгии в 1926 году. Он состоит из 150 позвонков диаметром до 15,5 см. Однако максимальный диаметр позвонков мегалодона может превышать 22,5 см; так, в 2006 году в Перу был найден полный позвоночный столб с максимальным диаметром позвонков около 26 см. Позвонки мегалодона сильно насыщены кальцием, чтобы выдерживать его массу и нагрузки, возникающие при сокращении мышц.

### Распространение ископаемых остатков

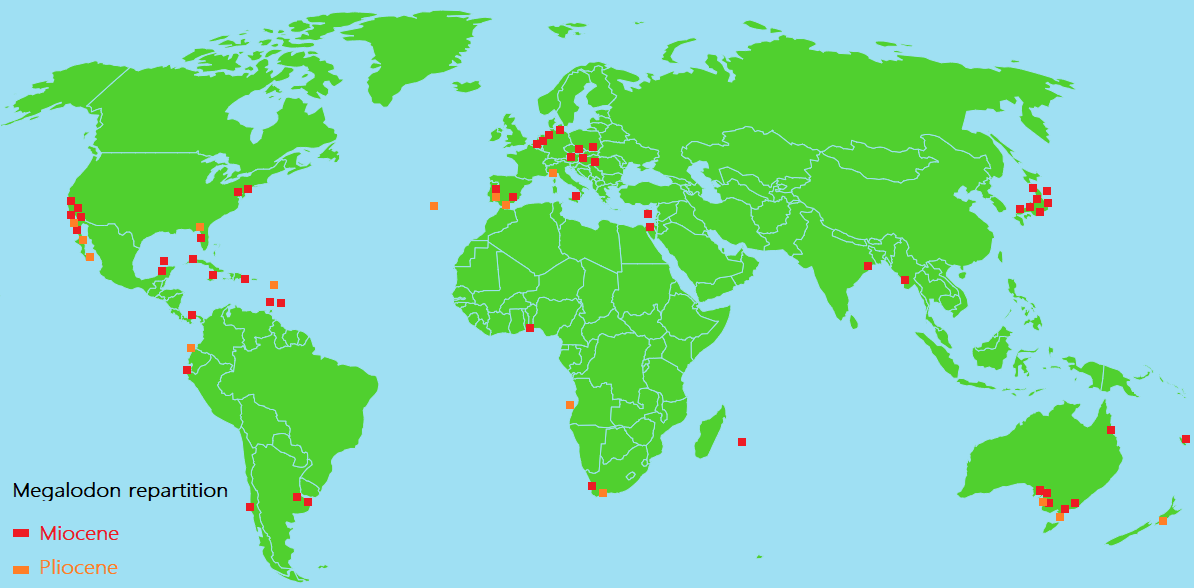
Места обнаружения остатков мегалодона

Ископаемые остатки мегалодона встречаются во многих частях земного шара, включая Европу, Северную Америку, Южную Америку, Пуэрто-Рико, Кубу, Ямайку, Австралию, Новую Зеландию, Японию, Африку, Мальту, Гренадины и Индию. Зубы мегалодона находили и в областях, удалённых от континентов (например, в Марианской впадине в Тихом океане). Он жил в субтропических и умеренных водах обоих полушарий; температуру воды в области его распространения оценивают в +12…+27 °C. В Венесуэле известны зубы мегалодонов, найденные в пресноводных отложениях, что может говорить о том, что мегалодон, подобно современной бычьей акуле, был приспособлен для нахождения в пресной воде.
Древнейшие надёжные находки мегалодона, согласно обзору, сделанному в 2016 году, относятся к нижнему миоцену (около 20 млн лет назад), но есть сообщения и об олигоценовых и даже эоценовых находках. Иногда возникновение вида относят к среднему миоцену. Неопределённость времени появления вида связана, среди прочего, с нечёткостью границы между ним и его вероятным предком Otodus/Carcharocles chubutensis: изменение признаков зубов в ходе эволюции шло постепенно.
Вымер мегалодон, вероятно, на границе плиоцена и плейстоцена, примерно 2,6 млн лет назад, хотя есть и ряд сообщений о плейстоценовых находках. Иногда называют цифру 1,6 млн лет назад. Для поднятых со дна океана зубов некоторые исследователи, основываясь на скорости роста корки отложений, получали возраст в десятки тысяч и даже в сотни лет, но этот метод определения возраста ненадёжен: корка может расти с разной скоростью даже на разных участках одного зуба, а может и прекращать рост по неясным причинам.

## Анатомия

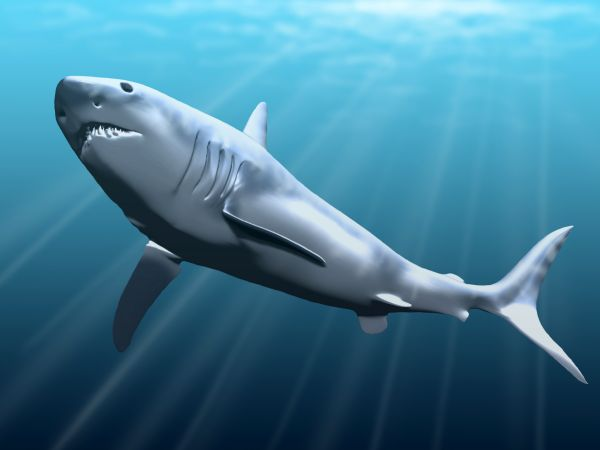
Реконструкция внешнего облика, основанная на белой акуле

Среди современных видов наиболее схожей с мегалодоном ранее считалась белая акула. Ввиду отсутствия хорошо сохранившихся скелетов мегалодона учёные вынуждены были основывать его реконструкции и предположения о его размере в основном на морфологии белой акулы. Однако дальнейшие исследования показали, что отодонтиды (семейство, к которому относится мегалодон) не имеют близкого родства с сельдевыми акулами и представляют собой ветвь более примитивных акул, скорее всего сохранявшую базальные признаки ламнообразных. Таким образом, более вероятно, что мегалодон выглядел как песчаная акула, а некоторые черты строения зубов, напоминающие таковые у белой акулы, скорее представляют собою пример конвергентной эволюции. С другой стороны, также вероятна форма и черты тела мегалодона, напоминающая таковые у гигантской акулы, поскольку подобные пропорции являются обычными для крупных водных животных.

### Оценка размера

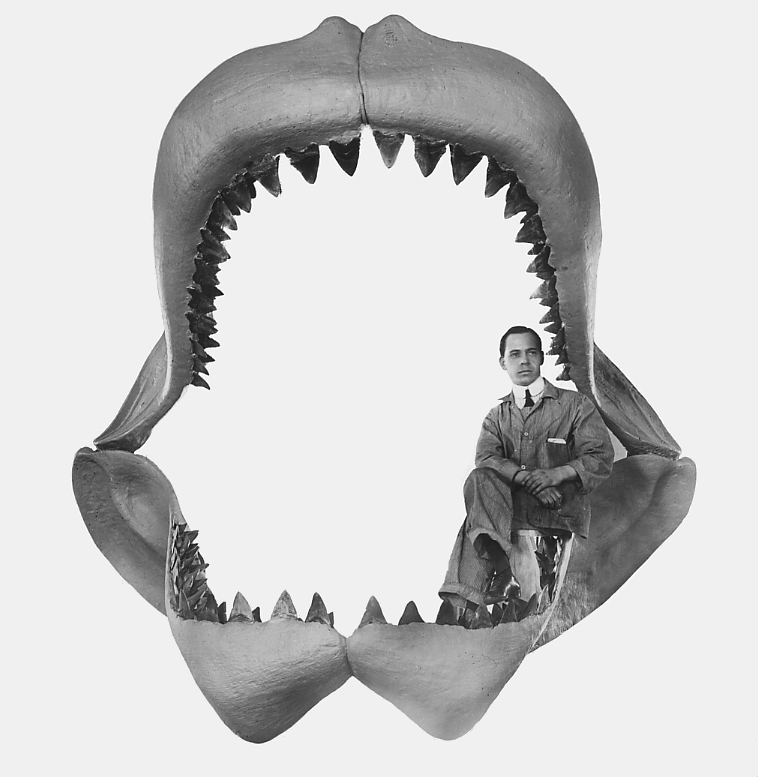
Реконструкция Бэшфорда Дина, 1909 год

Вопрос о максимальном размере мегалодона очень дискуссионен. В научном сообществе считается, что мегалодон был сопоставим по размерам с современной китовой акулой (Rhincodon typus) и вымершей костной рыбой называемой лидсихтис (Leedsichthys). Первая попытка реконструкции челюсти мегалодона была предпринята профессором Бэшфордом Дином в 1909 году. Исходя из размеров реконструированных челюстей была получена оценка длины тела мегалодона: она составила примерно 30 метров. Однако обнаруженные позже ископаемые остатки и новые достижения биологии позвоночных поставили под сомнение достоверность этой реконструкции. В качестве основной причины неточности реконструкции указывается отсутствие во времена Дина достаточных знаний о числе и расположении зубов мегалодона. По экспертным оценкам, точная версия модели челюстей мегалодона, построенной Бэшфордом Дином, была бы более чем на 30 % меньше исходного размера и соответствовала бы длине тела, согласующейся с современными находками. В настоящее время предложено несколько методов оценки размера мегалодона, основанных на статистической взаимосвязи между размером зубов и длиной тела большой белой акулы.

#### Метод Джона Э. Рэндалла
В 1973 году ихтиолог Джон Э. Рэндалл предложил метод определения размеров большой белой акулы и его экстраполяцию для определения размеров мегалодона. По Рэндаллу, длина тела мегалодона в метрах определяется по формуле:
L = 0,096 × высота эмали зуба в миллиметрах.
Этот метод основан на том, что высота эмали (вертикальное расстояние от основания покрытой эмалью части зуба до его кончика) самых больших передних зубов челюсти акулы взаимосвязана с общей длиной её тела.
Поскольку высота эмали самых больших зубов мегалодона, которые были на тот момент доступны Рэндаллу, составляла 115 мм, получалось, что мегалодон достигал в длину 13 метров. Однако в 1991 году двое исследователей акул (Ричард Эллис и Джон Э. МакКрокер) указали на возможную ошибку в методе Рэндалла. Согласно их исследованиям, высота эмали зуба акулы не всегда является пропорциональной общей длине рыбы. На основании данных этих исследований в дальнейшем были предложены новые, более точные методы определения размеров большой белой акулы и схожих с ней видов акул.

#### Метод Готтфрида и других
Следующий метод был предложен коллективом учёных, состоявшим из Майкла Д. Готтфрида, Леонарда Компаньо и С. Кёртиса Боумэна, которые после тщательного исследования множества образцов большой белой акулы предложили новый метод определения размеров C. carcharias и C. megalodon; их результаты были опубликованы в 1996 году. Согласно данному методу, длина тела мегалодона в метрах определяется по формуле:
L = −0,22 + 0,096 × (максимальная высота верхнего переднего зуба в миллиметрах).
Самый большой верхний передний зуб мегалодона, находившийся в распоряжении этой команды исследователей, имел максимальную (то есть, по наклонной) высоту 168 миллиметров. Этот зуб был обнаружен Л. Компаньо в 1993 году. Результат вычислений по формуле для него соответствовал длине тела 15,9 м. Максимальная высота зуба в этом методе соответствует длине вертикальной линии от вершины коронки зуба до нижней доли корня, параллельной длинной оси зуба, то есть максимальная высота зуба соответствует его наклонной высоте.

##### Оценка массы тела
Готтфрид и др. также предложили метод определения массы тела большой белой акулы, изучив соотношение массы и длины 175 особей данного вида различных возрастов, и экстраполировали его для определения массы мегалодона. Масса тела мегалодона в килограммах, согласно данному методу, вычисляется по формуле:
M = 3,2 × 10−6 × (длина тела в метрах)3,174
Согласно данному методу, особь длиной 15,9 метра имела бы массу тела приблизительно 47 тонн.

#### Метод Кенсю Симады
В 2002 году палеонтолог Кенсю Симада из университета ДеПол подобно Рэндаллу смог установить линейную зависимость между высотой коронок зубов и общей длиной, проведя анатомический анализ нескольких образцов белых акул. Это позволило использовать зубы любой позиции в зубном ряду. Симада заявил, что ранее предложенные методы были основаны на допущении о зубной гомологии между мегалодоном и белой акулой, и что скорость роста коронки и корня зуба не является изометрической. Используя модель Симада, верхний передний зуб, длину обладателя которого Готфрид и коллеги оценивали в 15,9 м, соответствовал бы акуле общей длиной в 15 метров. Проведённая Кенсю Симадой в 2019 году коррекции расчётов 2002 года, дополнительно предполагает что длина, оцениваемая по верхним передним зубам, должна быть ещё меньше. В 2015 году по большой выборке зубов мегалодона С. Пимиенто и М. А. Балк с использованием метода Кенсю Симады оценили среднюю длину мегалодонов примерно в 10 м. Любопытно, что крупнейшие изученные ими образцы были оценены в 17—18 м. Однако в 2019 году Кенсю Симада указал на ошибку в расчётах С. Пимиенто и М. А. Балк, добавив что крупнейшие известные научному миру зубы мегалодонов, вероятно, принадлежали животным длиной не более 14,2‒15,3 метра, и что такие особи были очень редкими.

#### Метод Клиффорда Иеремия
В 2002 году исследователь акул Клиффорд Иеремия предложил метод определения размеров большой белой акулы и схожих видов акул. По данному методу полная длина тела акулы в футах вычисляется по формуле:
L = ширина корня верхнего переднего зуба в сантиметрах × 4,5.
По мнению К. Иеремия, периметр челюсти акулы прямо пропорционален её длине, а ширина корней самых больших зубов позволяет оценить периметр челюсти. Самый большой зуб, доступный К. Иеремия, имел ширину корня примерно 12 сантиметров, что соответствовало длине тела 15,5 метра.

#### Расчёт по позвонкам
Один из наиболее точных методов для оценок размеров мегалодонов, без использования зубов, основан на размере позвонков. Предложено два метода расчёта по позвонкам, применимых к этому виду. Один из них был предложен в 1996 году Готфридом и соавторами. В данной работе, на основе изучения частичного позвоночного столба из Бельгии и позвонков белой акулы, была предложена следующая формула:
L = 0,22 + 0,058 × размер позвонка
Второй способ расчёта по позвонкам предложили Симада и соавторы. В 2008 году они оценили таким образом длину тела меловой акулы Cretoxyrhina mantelli. Формула выглядит следующим образом:
L = 0,281 + 0,05746 × размер позвонка
Расхождения результатов при использовании этих формул сравнительно невелики. Несмотря на редкость позвонков мегалодонов, эти методы позволяют рассчитать размеры некоторых очень крупных образцов. Частичный позвоночник мегалодона, найденный в Дании в 1983 году, имел 20 скреплённых позвонков с наибольшим диаметром приблизительно 23 см. Исходя из предложенных формул, данная особь мегалодона была около 13,5 м в длину, несмотря на то, что крупнейшие известные зубы этого образца имели высоту около 16 см. Это позволяет предположить, что большие изолированные зубы мегалодонов не обязательно указывают на гигантские размеры этих акул при жизни.

#### Окончательная оценка максимального размера
В настоящее время в научной среде наиболее распространена оценка максимальной длины мегалодона приблизительно в 15 метров. Ожидаемый максимальный возможный размер мегалодона, при котором он был бы способен дышать, составляет приблизительно 15,1 м. Таким образом, последние исследования показывают, что несмотря на несколько меньший чем предполагалось ранее размер, мегалодон был самой большой акулой из известных науке, соперничая за это звание только с современной китовой акулой, а также одной из самых больших рыб, когда-либо населявших моря нашей планеты.

##### Масса тела
Современная формула, выведенная на основе измерения длины и веса 127 белых акул, указывает на то, что 15-метровый мегалодон весил бы менее 40 тонн. Сравнение с современными китовыми акулами дает меньшее её значение в районе 30-35 тонн.

### Строение зубов и механика челюстей

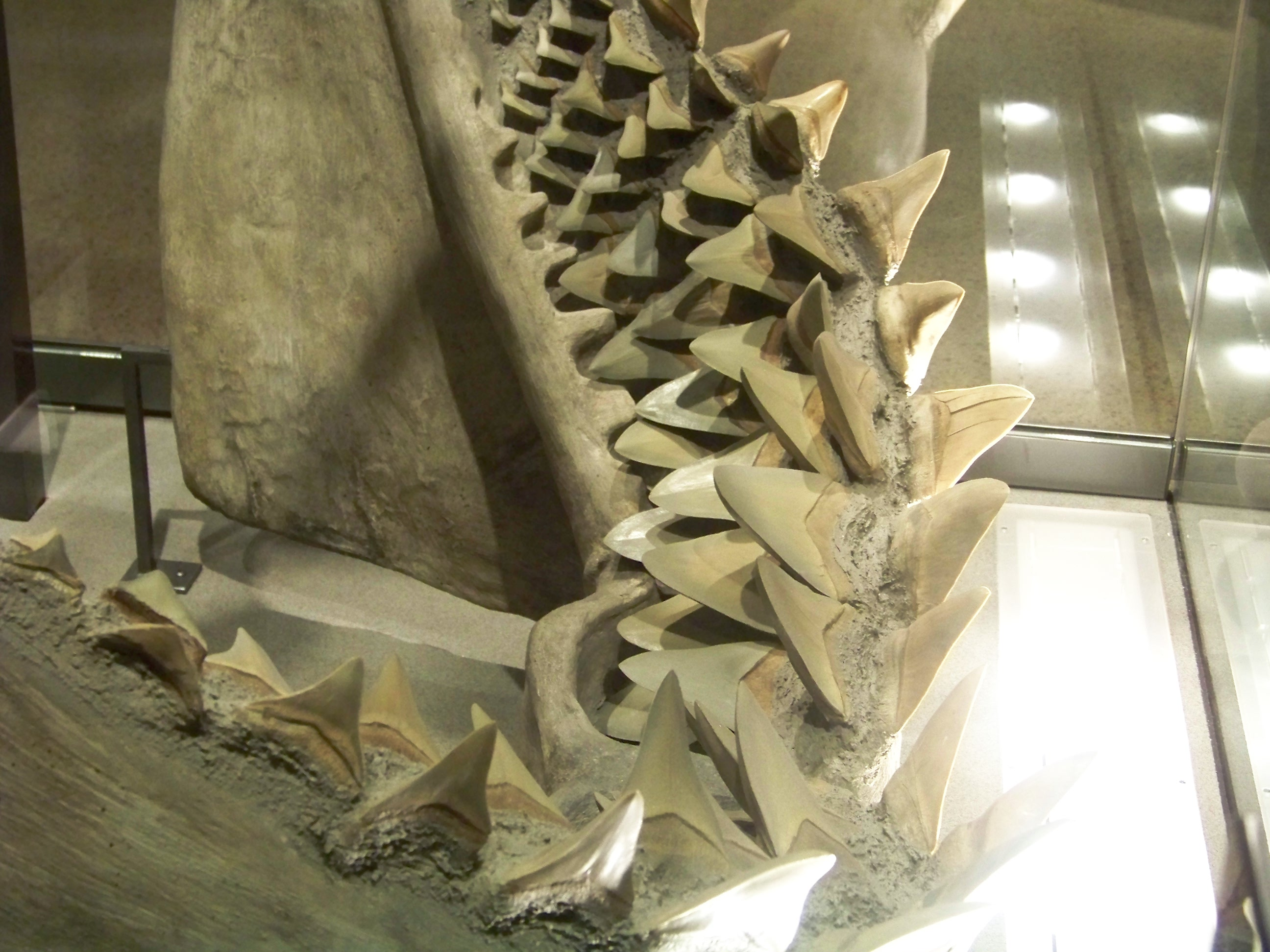
Реконструкция, показывающая положение замещающих зубов

Команда японских учёных (Т. Уйено, О. Сакамото, Г. Секине) в 1989 году описала найденные в префектуре Сайтама (Япония) частично сохранившиеся ископаемые остатки мегалодона с почти полным соединённым набором зубов. Другой практически полный такой набор был извлечён из формации Йорктаун в Ли-Крик, Северная Каролина, США. Он послужил основой для реконструкции челюстей мегалодона, выставленной в Американском музее естественной истории в Нью-Йорке. Эти находки позволили определить количество и расположение зубов в челюстях, что дало возможность создать точные реконструкции челюстей. Позже были найдены и другие сочленённые наборы зубов мегалодона. В 1996 году С. Эпплгейт и Л. Эспиноса определили его зубную формулу: {\displaystyle {\begin{matrix}{\frac {2.1.7.4}{3.0.8.4}}\end{matrix}}} (слева направо — количество передних, промежуточных, боковых и задних зубов в каждой половине верхней челюсти (сверху) и нижней (снизу)). Наиболее точные современные реконструкции челюстей мегалодона основаны на этой формуле.
У мегалодона были очень крепкие зубы; общее их число достигало 276. Зубы располагались в 5 рядов. По мнению палеонтологов, размер челюстей больших особей мегалодона достигал 2 метров.

#### Сила укуса
В 2008 году команда учёных под руководством Стефена Уро создала компьютерную модель челюстей и жевательных мышц белой акулы массой 240 кг и рассчитала, что сила укуса в некоторых местах её рта достигает 3,1 кН. Это значение было экстраполировано на мегалодона (в предположении, что он имеет те же пропорции) с использованием двух оценок его максимальной массы. При массе в 48 тонн была рассчитана сила в 109 кН, а при массе в 103 тонны — 182 кН. Первое из этих значений кажется более адекватным с точки зрения современных оценок массы мегалодона; оно примерно в 17 раз больше, чем сила укуса дунклеостея (6,3 кН), в 9 раз больше, чем у крупнейшей белой акулы (около 12 кН), в 3 раза больше, чем у современного рекордсмена — гребнистого крокодила (около 28-34 кН) и несколько выше, чем у плиозавра Pliosaurus kevani (64-81 кН), но уступает силе укуса дейнозуха (356 кН), тираннозавра (183—235 кН), мозазавра Гоффмана (более 200 кН) и им подобных животных. Таким образом, мегалодон за счёт своего размера обладал одним из сильнейших укусов, известных науке на сегодняшний день, хотя относительно веса этот показатель у него был сравнительно невелик из-за уступающего по прочности костям хрящевого черепа.

#### Функция зубов
Достаточно прочные, но тонкие зубы мегалодона являются зазубренными с относительно мелкой режущей кромкой. Палеонтолог Бреттон Кент указывает, что эти зубы являются достаточно толстыми для своих размеров и имеют небольшую гибкость, но зато хорошую прочность на изгиб. Их корни являются достаточно большими в сравнении с общей высотой зуба. Такие зубы представляют собой не просто хороший режущий инструмент; они также хорошо приспособлены для того, чтобы вскрыть грудную клетку и прокусить позвонки крупного животного, и редко ломаются даже когда врезаются в кости. Таким образом, при кормлении на крупной туше мегалодон мог добраться до тех её частей, которые недоступны многим другим акулам.

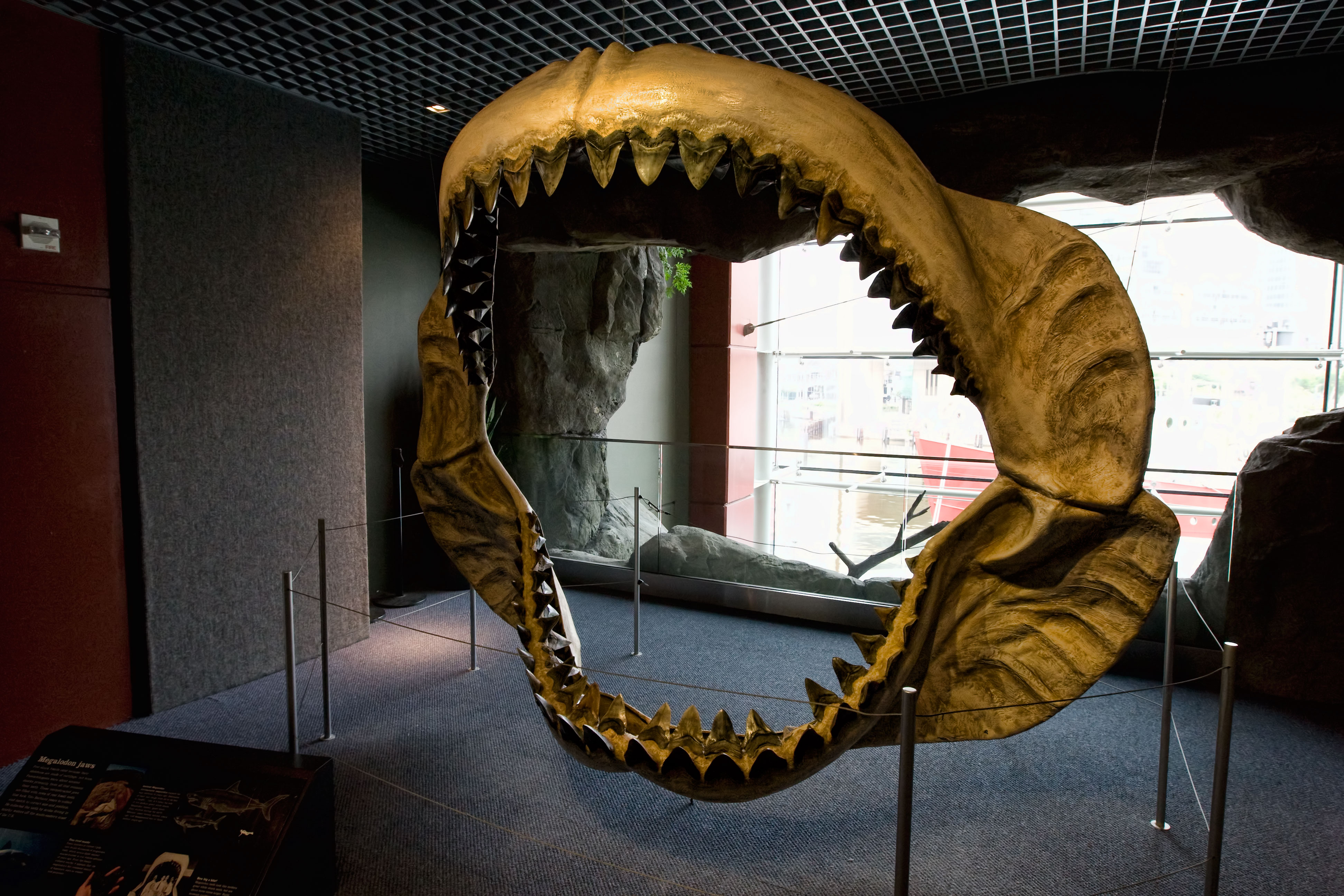
Реконструированные челюсти мегалодона, выставленные в Национальном аквариуме Балтимора

### Анатомия скелета
Помимо определения размера мегалодона, группа учёных во главе с Готтфридом также попыталась определить схему строения его скелета.

#### Хрящевой череп
Хрящевой череп мегалодона должен был быть пропорционально более толстым и прочным, чем у большой белой акулы, чтобы соответствовать более массивным челюстям и строению зубов, выдерживая нагрузки при их применении.

#### Строение челюстей
Чтобы поддерживать очень большие и прочные зубы, челюсти мегалодона также должны были быть относительно более массивными, прочными и сильными, чем челюсти большой белой акулы. Такие сильно развитые челюсти придавали глазам мегалодона «свинячий» вид.

#### Грудные плавники
Плавники мегалодона, скорее всего, были пропорционально больше и толще плавников большой белой акулы, так как это требовалось для передвижения и управления движением такой массивной акулы.

#### Осевой скелет
Путём исследования частично сохранившихся позвоночных стволов мегалодона из Бельгии, стало очевидно, что число позвонков у мегалодона превышало число позвонков у больших экземпляров любой другой акулы. Близким является лишь число позвонков большой белой акулы, что говорит о некоторой анатомической связи между этими двумя видами. Однако, исходя из систематического положения мегалодона, предполагается, что внешне он напоминал скорее обыкновенную песчаную акулу, нежели большую белую акулу, поскольку вытянутое тело и гетероцеркальный хвостовой плавник являются базальным признаком для данной группы.

#### Полный скелет
На основе упомянутых выше характерных черт Готтфрид и его коллеги смогли реконструировать полный скелет мегалодона. Он был выставлен в Calvert Marine Museum (Соломоновы острова, Мэриленд, США). Реконструированный скелет имеет длину 11,5 метра и соответствует среднестатистической взрослой особи. Команда указывает, что относительные и пропорциональные изменения в особенностях скелета мегалодона по сравнению с большой белой акулой являются онтогенетическими по своей природе, и должны возникать у больших белых акул по мере увеличения размера.

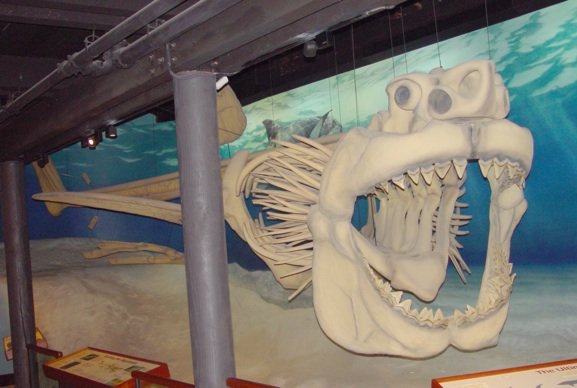
Реконструированный скелет мегалодона, выставленный в Calvert Marine Museum

### Проблемы крупных размеров
Мегалодон — самая большая из всех рыб, когда-либо существовавших, наравне с лидсихтисом и современной китовой акулой. Однако самая большая хищная акула — мегалодон, самые большие фильтраторы — лидсихтисы и китовые акулы, не достигают размеров крупнейших китов и не превышают весовую планку в приблизительно 40 тонн. Это объясняется тем, что при увеличении размеров тела объём растет непропорционально быстрее площади его поверхности. В то время как тело рыб ограничено площадью поверхности, собирающей кислород (жабрами). Поскольку гигантские рыбы достигли огромных размеров и их объём увеличился в большей степени, чем площадь жабр, они начинали сталкиваться с проблемами газообмена.
Таким образом, эти гигантские рыбы, включая мегалодона, никак не могут быть быстрыми аэробными пловцами — у них минимальная выносливость, медленный метаболизм. Скорость передвижения и метаболизм мегалодона правильнее будет сравнить с таковыми у китовой, а не большой белой акулы. Неизвестно, развился ли у мегалодона полноценный гомоцеркальный хвостовой плавник, который белая акула использует для резкого рывка и поддержания ускорения, чему также способствует её региональная гомойотермия. У мегалодона скорее всего был гетероцеркальный хвостовой плавник, который нужен для медленного плаванья и лишь кратковременных вспышек скорости, и вряд ли он был теплокровным. Другой проблемой является то, что хрящ значительно уступает по прочности костям даже при значительном его кальцинировании, и поэтому мускулатура огромной акулы, крепящаяся на этот самый хрящ, не могла ей обеспечить достаточную для активного образа жизни силу.

## Палеоэкологические соображения

### Взаимоотношения с добычей

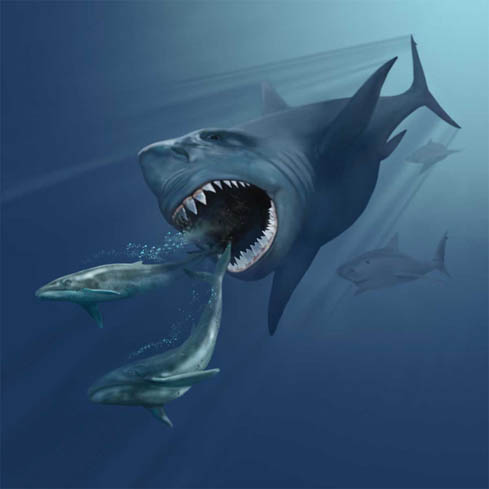
Мегалодон, охотящийся на усатых китов Eobalaenoptera, в представлении палеоиллюстратора Карр, Карен

Такие факторы, как огромные размеры, мощные челюсти и большие зубы с мелкой режущей кромкой, говорят о том, что мегалодон был способен нападать на более крупных животных чем любые современные акулы. И хотя акулы, как правило, являются оппортунистическими хищниками, учёные предполагают что мегалодон, по всей видимости, мог иметь некоторую пищевую специализацию и быть исключением из этого правила. Благодаря размерам этот хищник был способен совладать с широким спектром потенциальной добычи, хотя его механизмы кормления и были менее эффективными, чем, например, у гигантских мозазавров. Единственными конкурентами и врагами мегалодонов на протяжении большого промежутка времени их существования были, вероятно, только зубатые киты, такие как левиафаны и зигофизитеры, а также другие гигантские акулы (в том числе Otodus/Carcharocles chubutensis). Ископаемые остатки свидетельствуют о том, что мегалодон питался китообразными, в том числе мелкими кашалотами, ранними гренландскими китами, цетотериями, полосатиковыми, моржевидными дельфинами, дельфинами и морскими свиньями, сиренами, ластоногими и морскими черепахами. Размеры крупнейших мегалодонов говорят о том, что их добычей в основном были животные длиной от 2,5 до 7 метров — в значительной степени это могли быть примитивные усатые киты. И хотя мелкие усатые киты часто не очень быстры и не способны контратаковать хищника, мегалодону требовалось разрушительное вооружение и эффективная охотничья стратегия для их добычи. В настоящее время найдено большое количество костей китов с чёткими следами от больших зубов (глубокими царапинами), соответствующих зубам мегалодона, и во многих случаях зубы мегалодона обнаруживались неподалёку от ископаемых остатков китов с подобными следами, а иногда зубы даже находили застрявшими в таких фоссилиях. Как и другие акулы, мегалодон должен был в большом количестве поедать рыбу, особенно в молодом возрасте.

### Поведение при охоте
Современные акулы при ловле добычи часто используют довольно сложные охотничьи стратегии. Некоторые палеонтологи предполагают, что охотничьи стратегии белой акулы могут дать представление о том, как мегалодон охотился на свою необычно большую для акулы добычу (например, китов). Однако ископаемые остатки показывают, что мегалодон мог использовать несколько отличающиеся и достаточно эффективные для охоты на китообразных приемы. Кроме того, свою жертву он, очевидно, атаковал из засады и никогда не решался на активное преследование, поскольку не мог развивать высокую скорость и имел очень ограниченный запас выносливости.
Для определения способов атаки мегалодона на добычу палеонтологи провели специальное исследование ископаемых остатков. Его результаты показывают, что способы атаки могли отличаться в зависимости от размера добычи. Ископаемые остатки мелких китообразных указывают, что они подверглись огромной силы тарану, после чего были убиты и съедены. Один из объектов исследования — фоссилии 9-метрового усатого кита эпохи миоцена — дал возможность количественно проанализировать атакующее поведение мегалодона. Хищник в основном атаковал твёрдые костные участки тела жертвы (плечи, ласты, грудную клетку, верхнюю часть позвоночника), которых белые акулы обычно избегают. Доктор Бреттон Кент предположил, что мегалодон пытался сломать кости и повредить жизненно важные органы (например, сердце и лёгкие), заключённые в грудную клетку добычи. Атака на эти жизненно важные органы обездвиживала добычу, которая быстро умирала из-за серьёзных внутренних повреждений. Эти исследования также в очередной раз указывают на то, почему мегалодону были необходимы относительно более прочные зубы, чем большой белой акуле.
В плиоцене в дополнение к мелким усатым китам появились более крупные и развитые китообразные. Мегалодоны видоизменили стратегию атаки, чтобы справляться и с этими животными. Найдено много костей ласт и хвостовых позвонков достаточно крупных плиоценовых китов со следами укусов мегалодонов. Это может свидетельствовать о том, что мегалодон сперва пытался обездвижить крупную добычу, оторвав или откусив её двигательные органы, и лишь потом убивал и поедал её.

#### Альтернативное объяснение повреждениям на костях китов
Весьма обоснованна и версия о том, что из-за медленного метаболизма и относительно низкой физической силы крупные мегалодоны были скорее падальщиками, нежели активными охотниками. Повреждения на костях китообразных могут демонстрировать не тактику, которую мегалодоны использовали для убийства крупной добычи, а метод, каким они извлекали содержимое грудной клетки из мертвых туш, до которого не могли добраться меньшие акулы, в то время как повреждения от предполагаемых таранных атак мегалодонов на самом деле могли быть получены китами в ходе ритуальной внутривидовой борьбы и стать причиной гибели животных. Пытаться удержать и убить даже мелкого кита, кусая его в спину или в грудную клетку — наиболее защищенные его части, было бы очень трудно и нелогично, поскольку мегалодон мог бы намного быстрее убить свою жертву, атакуя её в живот подобно современным акулам. С данной точкой зрения прекрасно совпадает и факт повышенной прочности зубов взрослых особей мегалодонов, в то время как зубы молодых особей (очевидно, более активных хищников) и ранних родственников мегалодонов больше напоминали зубы современных белых акул.

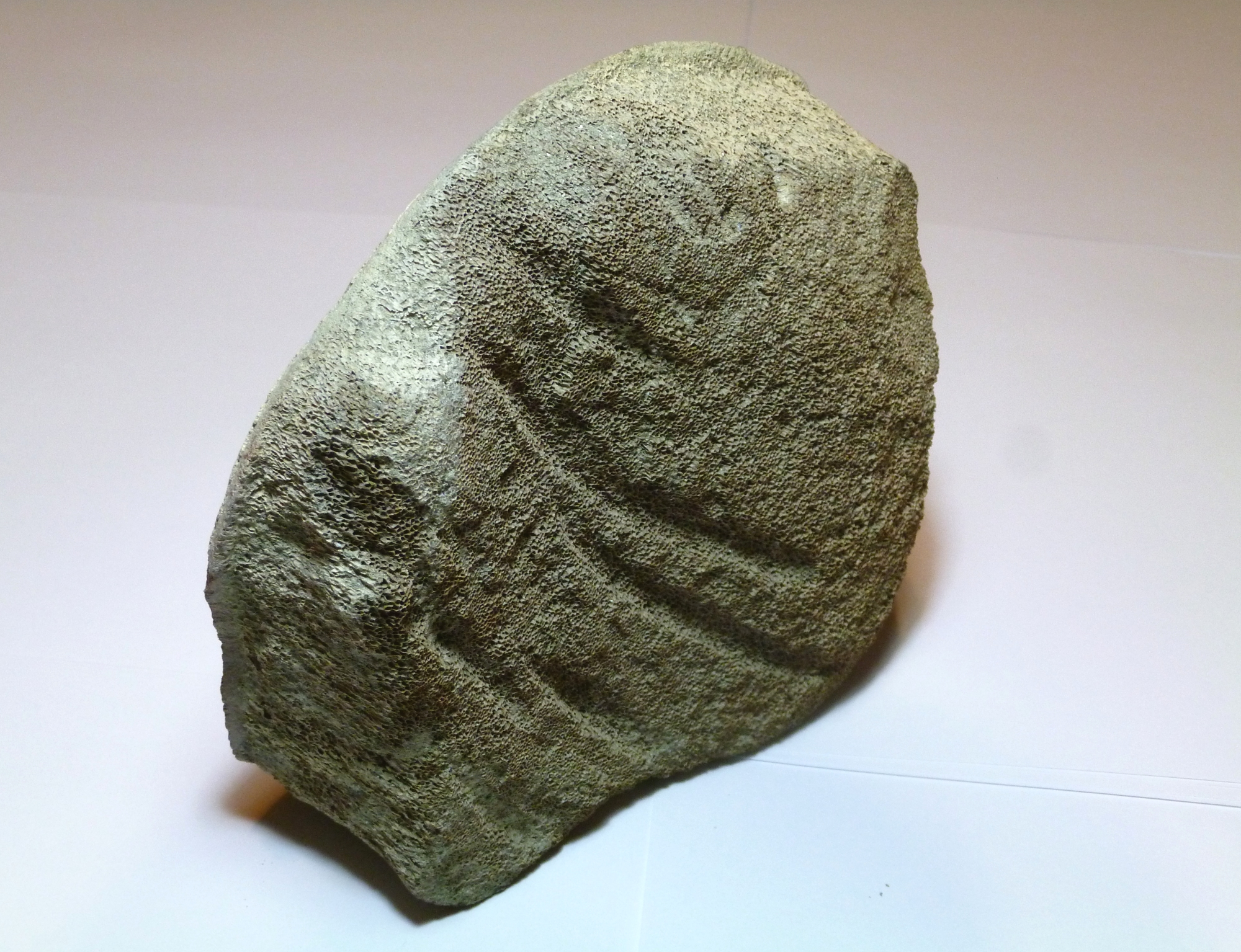
Позвонок кита, покусанный мегалодоном.

## Вымирание
Эти акулы вымерли примерно 3 млн лет назад. Причиной вымирания, по мнению биологов, было обострение конкуренции с другими хищниками во время пищевого кризиса, хотя ранее наибольшей популярностью пользовалась версия о глобальном изменении климата. Мегалодоны достигли успеха, потому что жили в то время, когда в море плавало много медлительных морских млекопитающих, и практически отсутствовала конкуренция с плохо развитыми на тот момент зубатыми китами. Они были охотниками на примитивных мелких китов, например цетотериев, и сильно зависели от этого пищевого ресурса. Такие животные населяли мелководные теплые шельфовые моря. Мегалодон, вероятно, также обычно ограничивался умеренно теплыми морями. При похолодании климата в плиоцене ледники «связали» огромные водные массы, и многие шельфовые моря исчезли. Карта океанских течений изменилась. Океаны стали холоднее. И это отразилось не столько на самих мегалодонах, сколько на относительно небольших млекопитающих, служивших для них одним из главных источников пищи. Следующим фактором вымирания мегалодонов стало появление зубатых китов — предков современных косаток, ведущих стайный образ жизни и имеющих более развитый мозг. Из-за своих крупных размеров и медленного метаболизма мегалодоны не могли плавать и маневрировать так хорошо, как эти морские млекопитающие. Они также не могли защищать свои жабры и скорее всего могли впадать в тоническую неподвижность так же, как современные акулы. Поэтому косатки вполне могли поедать молодых мегалодонов, даже несмотря на то, что те обычно скрывались в прибрежных водах, и совместными усилиями они были способны даже убивать взрослых особей. Дольше всего мегалодоны задержались в Южном полушарии.

### Мегалодон в криптозоологии
Однако некоторые криптозоологи считают, что мегалодон мог сохраниться до наших дней. Они ссылаются на несколько крайне сомнительных фактов: во-первых, исследования двух случайно найденных в Тихом океане зубов мегалодона будто бы показали, что они были утеряны гигантскими акулами не миллионы лет назад, а около 24 000 и 11 000 лет каждый, что практически «современность» с точки зрения геологии и палеонтологии. А во-вторых, зафиксированный австралийским ихтиологом Дэвидом Джорджом Стэдом случай встречи австралийских рыбаков якобы с огромной акулой невероятных размеров. Однако достоверность таких сведений нигде, кроме сайтов о криптозоологии и паранормальных явлениях, не подтверждается. Большинство фактов чётко указывает на то, что мегалодон вымер около 3 млн лет назад, и утверждения о том, что «исследовано только 5 % океана и мегалодон может где-то скрываться», не выдерживают научной критики.
В 2013 году Discovery Channel продемонстрировал спецпроект, известный как «Мегалодон: акула-монстр жива», который якобы представлял некие доказательства в пользу того, что мегалодон всё ещё жив, и убедил не менее 70 % зрителей в том, что гигантская доисторическая акула всё ещё обитает где-то в океане. Однако эта псевдодокументальная передача была быстро раскритикована учёными и зрителями за то, что практически все приводимые в ней факты были подделкой. Например, все «учёные», показанные в фильме, на самом деле были просто высокооплачиваемыми актёрами. Практически каждая фотография или видеосъёмка мегалодона была всего лишь монтажом, причём отнюдь не лучшего качества. В 2014 году Discovery снял продолжение, «Мегалодон: новые доказательства», который стал наиболее рейтинговым эпизодом «Акульей недели», набрав 4,8 миллиона зрителей, а затем вышла дополнительная, столь же фантастическая программа под названием «Акулы тьмы: ярость субмарины», что в сумме привело к дальнейшей негативной реакции со стороны СМИ и научного сообщества.

## В кинематографе
- «Охотник на акул» (англ. Shark Hunter) — американский фильм ужасов о 25-метровом мегалодоне, вышедший в прокат в 2001 году. В главной роли — Антонио Сабато мл.
- «Мегалодон»[англ.] (англ. Megalodon) — американский фильм ужасов, вышедший в прокат в 2002 году[72]. В главной роли — Робин Сачз.
- «Акулы 3: Мегалодон»[англ.] (англ. Shark Attack 3: Megalodon) — американский фильм ужасов, вышедший в прокат в 2002 году. В главной роли — Джон Барроумэн.
- «Два миллиона лет спустя» (англ. Mega Shark versus Giant Octopus) — фильм студии The Asylum, вышедший в прокат в 2009 году. В главных ролях — Дебби Гибсон и Лоренцо Ламас.
- «Гибель титанов» (англ. Mega Shark versus Crocosaurus) — сиквел фильма «Два миллиона лет спустя», вышедший в прокат в 2010 году. В главных ролях — Гэри Стретч и Джэлил Уайт[англ.].
- «Мега-акула против Меха-акулы» (англ. Mega Shark versus Mecha Shark) — сиквел фильма «Гибель титанов», вышедший в прокат в 2014 году. В главных ролях — Кристофер Джадж, Элизабет Рём и Дебби Гибсон.
- «Мег: Монстр глубины» — блокбастер производства США и КНР, вышедший в прокат в 2018 году. Режиссёр Джон Тертелауб, в главных ролях: Джейсон Стейтем, Руби Роуз, Ли Бинбин и другие не менее известные актёры.
- «Мег 2: Бездна» — блокбастер производства США и КНР, вышедший в прокат в 2023 году. Режиссёр Бен Уитли, в главных ролях: Джейсон Стейтем, Джеки У, Клифф Кёртис.